# Nysted
Nysted är en tätort och stad i Guldborgsunds kommun i Region Själland i sydöstra Danmark. Staden ligger på den södra sidan av ön Lolland, sydväst om staden Nykøbing Falster. 
Nysted erhöll stadsrättigheter 1409. Dess gotiska kyrka härrör från 1400-talet.
Tidigare har staden utgjort centralort i dåvarande Nysteds kommun i Storstrøms amt.